# .tc
Pour les articles homonymes, voir TC.
.tc est le domaine de premier niveau national (country code top level domain : ccTLD) réservé aux Îles Turques-et-Caïques.